# Xiphophorus xiphidium

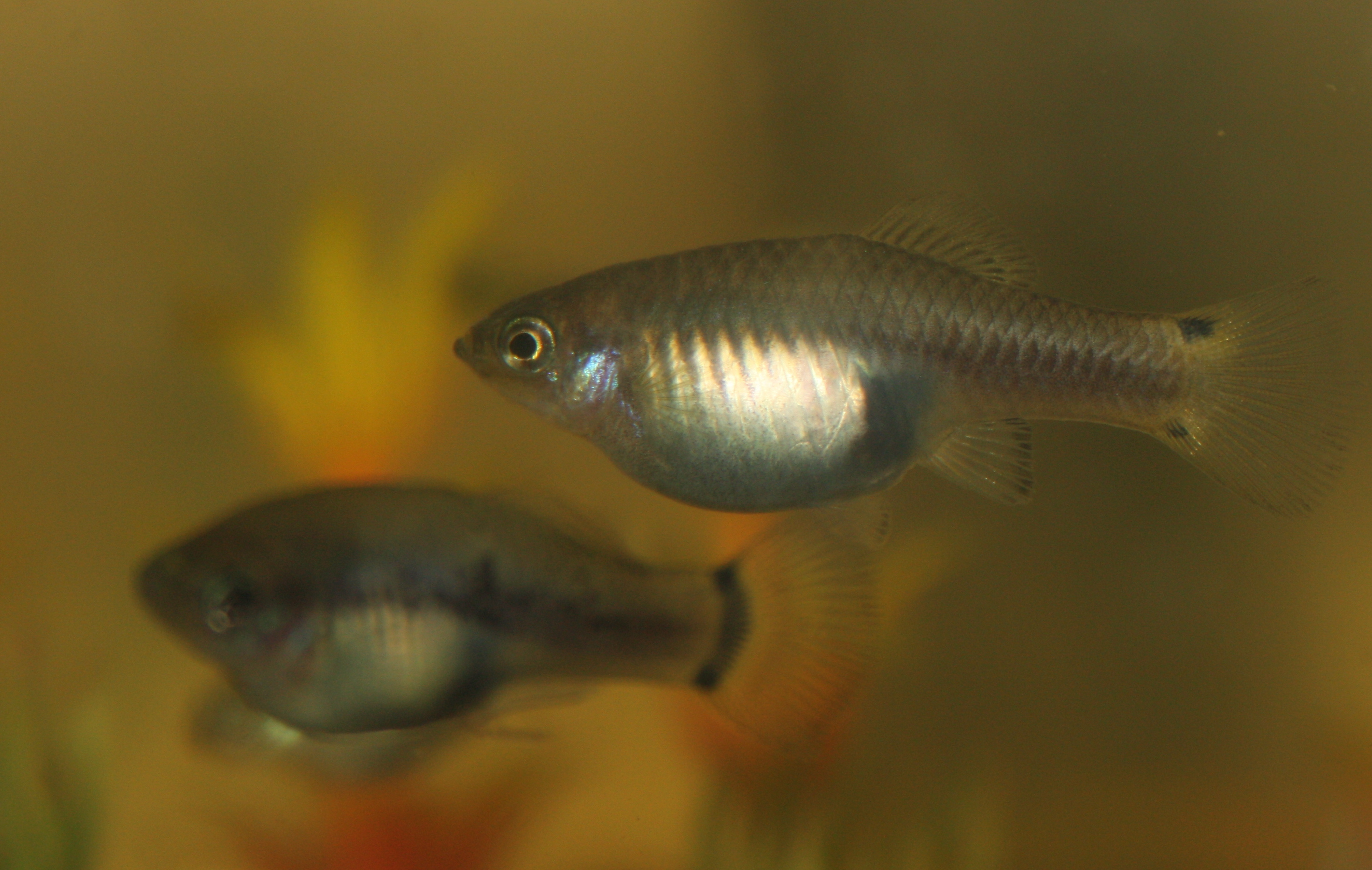

Xiphophorus xiphidium är en fiskart som först beskrevs av Gordon 1932.  Xiphophorus xiphidium ingår i släktet Xiphophorus och familjen Poeciliidae. Inga underarter finns listade i Catalogue of Life.